# James J. Archer
Pour les articles homonymes, voir Archer.
James Jay Archer, né le 19 décembre 1817 à Stafford près de Havre de Grace et mort le 24 octobre 1864 à Richmond, est un officier de carrière de l'armée des États-Unis qui est devenu général de brigade dans l'armée des États confédérés pendant la guerre de Sécession.

## Avant la guerre
James Jay Archer naît à Bel air dans le Maryland, fils du Dr. John Archer et de sa femme Ann. Il est diplôme du College of New Jersey (université de Princeton). À l'université de Princeton, il est surnommé Sally en raison de sa belle allure. Il commence à pratiquer le droit au Maryland.
Il participe à la guerre américano-mexicaine en tant que capitaine après s'être engagé le 23 février 1847. Il est breveté commandant le 13 septembre 1847 pour bravoure et service méritoire lors de la bataille de Chapultepec,. Il quitte le service actif le 31 août 1848.
Après la guerre, il fait un duel contre le capitaine Andrew Porter au cours duquel il est blessé.
Il reprend du service le 3 mars 1855 dans le 9th U.S. Infantry, servant sur la côte du Pacifique après avoir obtenu une commission du secrétaire à la Guerre, Jefferson Davis.

## Guerre de Sécession
James Jay Archer démissionne de l'armée de l'Union le 14 mai 1861 et rejoint l'armée confédérée en tant que capitaine. Il est nommé colonel du 5th Texas Infantry. Il fait ainsi partie de la brigade du Texas au côté du colonel John B. Hood et du lieutenant colonel Jerome B. Robertson. Selon le capitaine F. S. Harris Archer est énigmatique, peu disert et avec de l'allure et une extrême réserve. Toujours selon Harris, Archer est « l'homme le plus intensément haï par les hommes », mais les avis évoluent après la première campagne de Richmond au cours de laquelle il gagne la loyauté de ses hommes et le surnom de « The Little Gamecock » (le petit coq de combat). Un de ses hommes écrit de lui qu'il « est l'une des hommes le plus courageux, le plus sincère. Il n'a aucun sens de la peur dans la bataille ».
Dans son journal intime, Mary Chesnut écrit le 27 août 1861 explique qu'Archer garde sa belle allure malgré la rudesse de l'époque.
Le 20 février 1862, après que brigadier général Wiigfall a rejoint le sénat confédéré, Archer en tant que colonel le plus ancien de la brigade du Texas en prend temporairement le commandement. Il cède le commandement de la brigade à John Bell Hood le 8 mars 1862 qui vient d'être promu brigadier général.
Lors de la campagne de la Péninsule, il participe aux batailles de Eltham's Landing et de Seven Pines.

### Commandant de brigade

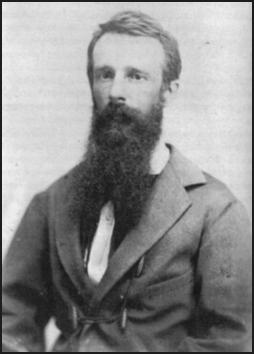
James J. Archer.

Lorsque le colonel Robert H. Hatton, commandant la brigade du Tennessee, est tué à la bataille de Fair Oaks le 31 mai 1862, Archer lui succède au commandement de la brigade. Il est promu brigadier général le 3 juin 1862.
Dans la soirée du 26 juin 1862, lors de la bataille de Beaver Dam Creek, Archer fait monter sa brigade sur la route sous le feu intense de l'ennemi qui est retranché derrière la rivière. Au matin, l'ennemi s'est retiré.
Le 9 août 1862, l'armée de Virginie rencontre l'armée de Virginie du Nord à Cedar Mountain. Après que la brigade de Samuel Wylie Crawford a mis en déroute une partie des troupes confédérée vers 18 heures sous une chaleur écrasante, et qu'une charge de cavalerie confédérée est repoussée par la brigade de George H. Gordon, la division d'A. P. Hill lance une contre-attaque d'ampleur. La brigade d'Archer et celle de William Dorsey Pender, ont le rôle le plus offensif de cette contra-attaque qui change le cours de la bataille et scelle son sort.
Lors de la deuxième bataille de Bull Run, le 26 août 1862, Archer a son cheval tué sous lui sans être lui-même blessé. Sa brigade est engagée à Manassas Junction et dans les plaines de Manassas.
En mai, à la suite de la réorganisation de l'armée de Virginie du Nord, la brigade du Tennessee se retrouve dans la division légère d'A. P. Hill avec les brigades de Heth, de Pettigrew et de Cooke.
Le 27 juin 1862, la brigade du Tennessee et Archer sont transférés dans le corps de Thomas Jonathan Jackson. Le 14 septembre 1862, la brigade est engagée dans une action à Hapers Ferry.
Le 17 septembre 1862, la brigade d'Archer participe à la bataille d'Antietam au sein de la division légère d'A. P. Hill. Lorsque la brigade part pour Sharpsburg, Archer et malade et a donné son commandement au colonel Turney. Il le reprend juste avant le début des combats, les dirigeant de son ambulance. Alors que les 23rd Ohio Infantry et 30th Ohio Infantry de la brigade d'Ewing avancent dans le champ de maïs d'Otto, ils rencontrent la brigade d'Archer qui attaque. Le confédérés parviennent à repousser les Ohians et la brigade d'Archer charge dans le champ de maïs sur environ 100 mètres avant d'être stoppée par les Ohians qui ont réussi à se rallier. Trois jours plus tard, la brigade d'Archer est de nouveau engagée à Sheperdstown où, avec le brigadier général Pender il disperse une force de l'Union. Elle traverse alors sous un bombardement sévère de l'Union le fleuve Potomac, tient la position jusqu'à la nuit avant de se retirer vers Martinsburg.
Lors de la bataille de Fredericksburg, la brigade d'Archer comprend le 5th Alabama Infantry Battalion, le 19th Georgia Infantry et les 1st, 7th et 14th Tennessee Infantry. La brigade d'Archer est placée dans des bois laissant environ 500 mètres de terrain inoccupés au sein de la division de Hill entre la droite de la brigade de James H. Lane et la gauche de sa brigade. Les brigades unioniste de Meade et de Gibbon lancent alors une attaque dans l'espace vacant et font une percée qui menace les positions de la division de Hill. la division de Jubal Early parvient néanmoins à rétablir la situation. Après la bataille, il écrit une lettre à sa famille où il exprime son optimisme sur l'issue de la guerre : « Les perspectives je pense semble plus radieuse pour la paix depuis la bataille de Fredericksburg & que les démocrates du nord ont retrouvé leur langue ».
Lors de la bataille de Chancellorsville, début mai 1863, Archer participe au mouvement de flanc du corps d'armée de Jackson. Alors qu'il avance avec sa brigade sur la route de Weldon Furnace, il apprend l'attaque d'un train de ravitaillement sur les arrières par les troupes de l'Union. Sans en référer à l'échelon supérieur il fait rebrousser chemin à sa brigade et celle de Thomas. Lorsqu'il arrive sur les lieux, il constate que les troupes de l'Union ont déjà été repoussées. Le lendemain, à l'issue de combat dans les bois, la brigade d'Archer capture quatre pièces d'artillerie et 100 prisonniers. Après que les confédérés soient repoussés, Archer reçoit une série d'ordres contradictoires ; après l'arrivée de renforts, le général Robert E. Lee ordonne à Archer de progresser vers l'avant avec sa brigade, puis de s'arrêter. À cet instant, la brigade se retrouve sous les tirs de l'artillerie de l'Union et commence à se disperser. Finalement, le brigade parvient à repousser les troupes de l'Union et Archer reforme les rangs. Il prend la colline d'Hazel Grove qui offre un avantage tactique sur le champ de bataille. Dans son rapport, comme à son habitude, il met en valeur plusieurs de ses hommes.
Le  30 mai 1863, Archer et la brigade du Tennessee sont affectés dans la division de Heth dans le corps d'A. P. Hill.

### Captivité

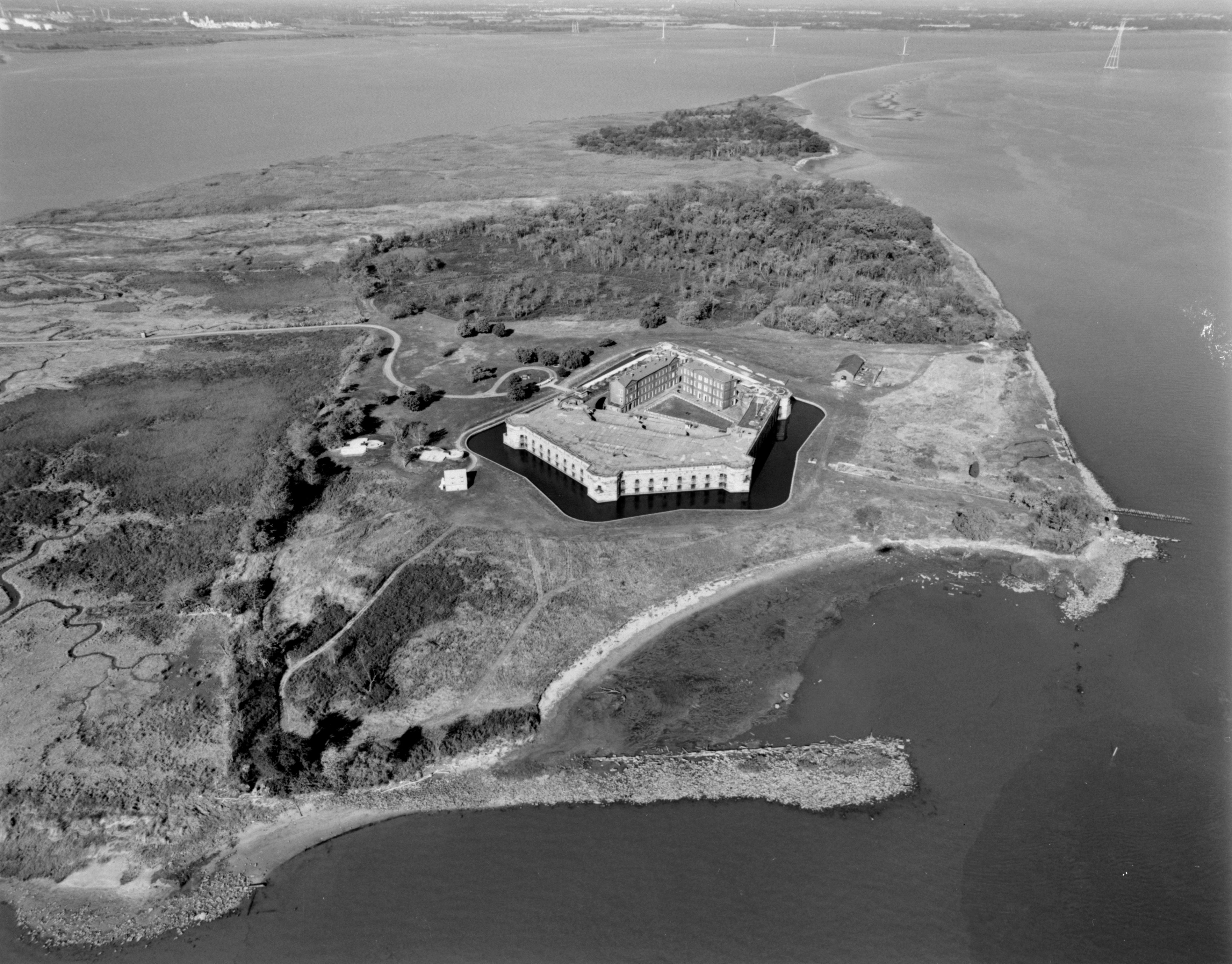
Fort Delawe

Il est fait prisonnier lors du premier jour de la bataille de Gettysburg et devient alors le premier officier de l'armée de Virginie du Nord fait prisonnier depuis la prise de commandement de Robert Lee. La brigade d'Archer ouvre les combats en tirant le premier cour de feu au cours d'une attaque à l'ouest de la ville. Alors que la brigade d'Archer se trouve dans les bois de McPherson, elle rencontre les hommes du général John Fulton Reynolds et les combats débutent. Au cours de ceux-ci, Archer est blessé et lui et la plupart de sa brigade sont faits prisonniers alors que Reynolds est tué. Dans son rapport à Jefferson Davis, Robert Lee mentionne la capture d'Archer.
Il est emprisonné au fort Delaware (en) quatre jours plus tard.
Une petite centaine de gardes surveillent un millier de prisonniers confédérés. Le commandant de l'Union, le général Albin Schoepf, autorise Archer à errer dans le camp après avoir donné sa parole de ne pas tenter de s'évader. Néanmoins, Il échafaude un plan pour prendre le contrôle du fort compte tenu de la supériorité numérique des confédérés. Mais, le plan est éventé. Le général Shoepf est affecté du manque de parole d'Archer et le condamne à plusieurs mois d'isolement dans un magasin de poudre à l'extrémité sud du fort. Après ces mois dans la pièce obscure et humide, il sort de son isolement malade.
Il est alors transféré sur Johnson's Island où les évasions sont pratiquement impossibles. Cependant, Archer fait une tentative d'évasion en corrompant un garde ; selon les récits, soit il donne 200 dollars (4 153 dollars actuels) à un garde pour pouvoir franchir l'enceinte du camp et partir sur la glace, mais l'épaisseur de la glace l'oblige à rebrousser chemin, soit il donne 150 dollars (3 115 dollars actuels) au garde qui finalement prévient sa hiérarchie et Archer est capturé sur la glace. Il échafaude ensuite une nouvelle tentative pour prendre le contrôle du camp compte tenu du déséquilibre des effectifs entre les gardes et le prisonniers. Mais, il ne peut pas la mettre à exécution ; il est renvoyé au fort Delaware pour être envoyé avec deux autres brigadiers généraux en Caroline du Sud lors d'un échange de prisonniers.
Il est envoyé à Charleston en juin 1864 et est échangé au mois le 3 août 1864,. Les majors généraux Edward Johnson et Franklin Gardner font partie de l'échange qui concerne 50 officiers de haut rang.

### Mort
Après son échange, il reçoit d'abord l'ordre de rejoindre l'armée du Tennessee, puis dix jours plus tard de rejoindre Robert Lee. Il travaille à reformer sa brigade et demande que la brigade de Bushrod Johnson lui soit adjointe. Il meurt peu de temps après. Il participe à la bataille de Peebles' Farm de 30 septembre au 2 octobre 1864. Il décède le 24 octobre 1864 et il est enterré dans le cimetière d'Hollywood de Richmond.

## Mémoire

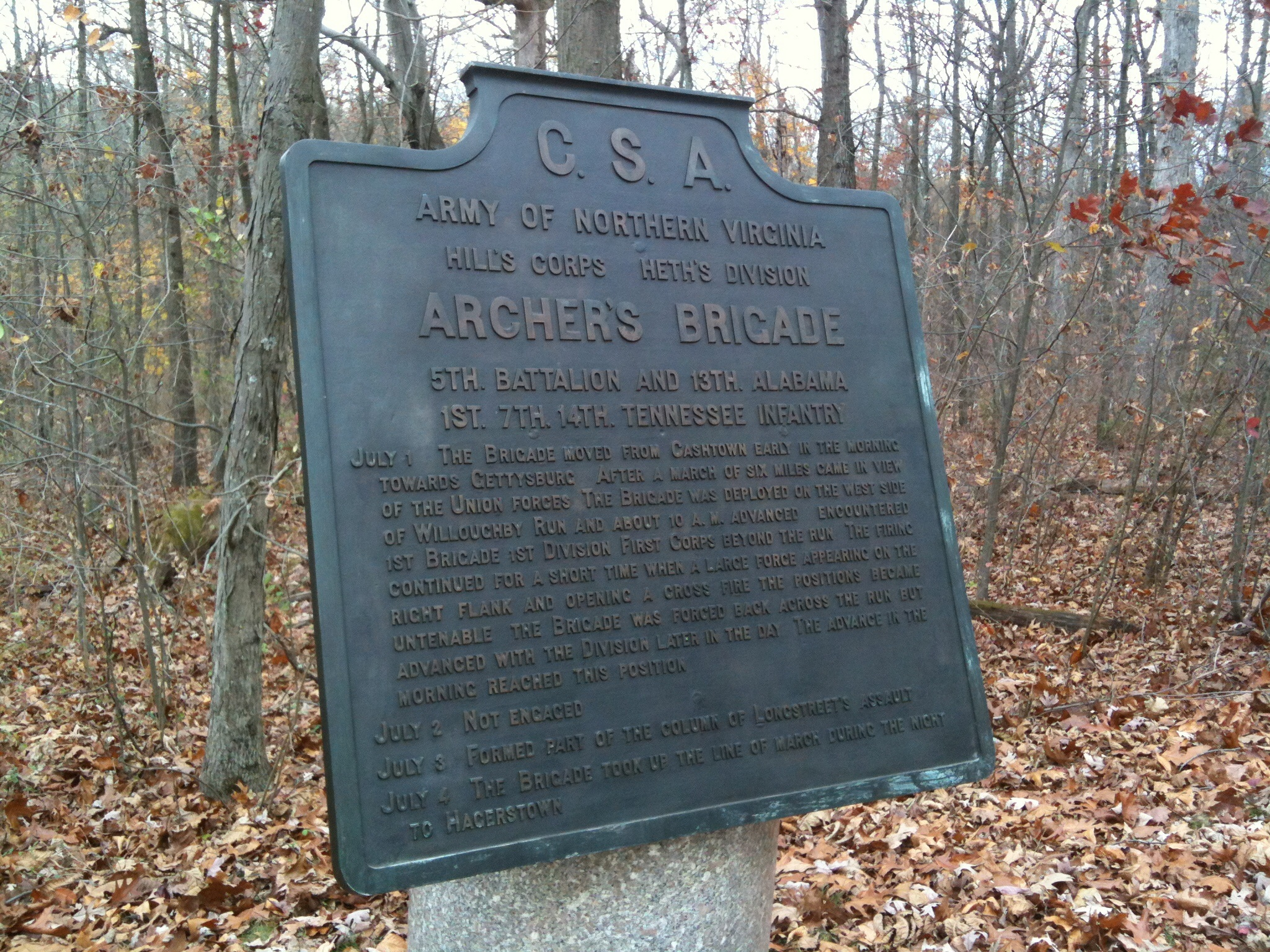
Marque de Gettysburg pour Archer C. S. A.

Un marqueur a été implanté pour indiquer la résidence de Rock Run par la commission du centenaire de la guerre de Sécession du Maryland. Un autre marque historique a été placé sur le champ de bataille de Gettysburg.